# Rolf Zetterlund
Rolf Zetterlund (Ludvika, 2 gennaio 1945) è un allenatore di calcio ed ex calciatore svedese, di ruolo centrocampista.

## Carriera
Vinse il Guldbollen nel 1980.

## Palmarès

### Giocatore

#### Competizioni nazionali
- Coppa di Svezia: 1

AIK: 1976

### Allenatore

#### Competizioni nazionali
- Campionato svedese: 1

AIK: 1983
- Coppa di Svezia: 1

AIK: 1985

#### Competizioni internazionali
- Coppa Intertoto: 2

Örebro: 1988, 1991